# Arctella
Arctella is een geslacht van spinnen uit de  familie van de Dictynidae (kaardertjes).

## Soorten
- Arctella lapponica Holm, 1945
- Arctella subnivalis Ovtchinnikov, 1989